# Sympiesis volgensis
Sympiesis volgensis är en stekelart som beskrevs av Yefremova och Shroll 1997. Sympiesis volgensis ingår i släktet Sympiesis och familjen finglanssteklar. Inga underarter finns listade i Catalogue of Life.